# Terezín (film)
Terezín è un film del 2023 scritto e diretto da Gabriele Guidi.

## Trama
Nel 1942 due musicisti di origine ebrea, Antonio e Martina, si innamorano a Praga durante la Seconda Guerra Mondiale. Lui è un clarinettista italiano, lei è una violinista ceca. I due vengono deportati a Terezín dove entreranno in contatto con decine di grandi artisti del Centro Europa. Quasi integralmente ambientato all'interno del ghetto (eccetto alcune scene girate a Praga) il film si condensa sulle irrefrenabili capacità espressive di uno straordinario gruppo di artisti per i quali la creatività musicale, pittorica, letteraria divenne imprescindibile strumento di sopravvivenza. È l'incredibile storia dei tanti artisti che vi furono imprigionati e che, pur trovandosi all'interno di un luogo così oppressivo, riuscirono a dare vita ad una infinita serie di attività culturali. Eccellenze umane ed artistiche mitteleuropee che, tra il 1942 ed il 1945, realizzarono centinaia di produzioni ancora oggi rappresentate ed uniche al mondo. 

## Distribuzione
Il film ha debuttato al Miami Jewish Film Festival 2023 e poi è stato distribuito nelle sale cinematografiche italiane a partire dal 26 gennaio 2023. La colonna sonora è distribuita da Universal.

## Accoglienza
Dario Boldini su Sentieri selvaggi dà al film un voto di 1,8/5 ritenendolo "un’opera prima che fatica a ritagliarsi spazio all’interno di un filone – quello dei film sulla Shoah – notevolmente inflazionato". Simone Granata su MYmovies.it dà al film 2 stelle su 5, non ritenendolo all'altezza dell'"importanza e la profondità del messaggio". Anche Luca Ottocento su Movieplayer.it dà un voto di 2/5, ritenendolo superciale e poco incisivo.
Valeria Gennaro su Cinematographe.it dà al film un 2.3 vedendo come prevalente "uno stile narrativo vicino al mondo delle fiction all’italiana".
Annamaria Gallo su The HotCorn ha apprezzato la recitazione  di Mauro Conte e Dominika Zeleníková.